# Харед Борхетті
Харед Борхетті (ісп. Jared Borgetti, нар. 14 серпня 1973, Кульякан, Сіналоа) — мексиканський футболіст, нападник.

## Клубна кар'єра
Вихованець футбольної академії «Атласа». У цьому ж клубі з Гвадалахари дебютував 1993 року у дорослому футболі. За «червоно-чорних» провів три сезони, взявши участь у 63 матчах чемпіонату.
Своєю грою за цю команду привернув увагу представників тренерського штабу клубу «Сантос Лагуна», до складу якого приєднався 1996 року. Відіграв за команду з Торреона наступні вісім сезонів своєї ігрової кар'єри. Найкращий гравець та бомбардир (189 голів) в історії клубу.
Два сезони провів за кордоном. Перший відіграв на Туманному Альбіоні за «Болтон Вондерерз» (перший мексиканський легіонер в англійській Прем'єр-лізі), наступний — за клуб із Саудівської Аравії «Аль-Іттіхад».
Чотири останніх сезони в своїй кар'єрі провів на батьківщині. Грав за «Крус Асуль», «Монтеррей», «Гвадалахару», «Пуеблу» та «Монаркас».
Завершив професійну ігрову кар'єру у клубі другого дивізіону «Леон» у 2010 році.

## Виступи за збірну
1997 року дебютував в офіційних матчах у складі національної збірної Мексики. Протягом кар'єри у національній команді, яка тривала 12 років, провів у формі головної команди країни 89 матчів, забивши 46 голів (рекорд збірної Мексики).
У складі збірної був учасником двох чемпіонатів світу: 2002 року в Японії і Південній Кореї та 2006 року у Німеччині. Найкращий бомбардир відбіркового турніру до чемпіонату світу 2006 року — 14 голів.
Двічі брав участь у розіграшах кубка Америки: 2001 року у Колумбії та 2004 у Перу; на першому турнірі виграв срібну нагороду.
Був учасником двох кубків конфедерацій: 2001 року в Японії і Південній Кореї та 2005 у Німеччині.
Тричі брав участь у розіграшах Золотого кубка КОНКАКАФ: 2003, 2005 та 2007 року, які проходили у США. У складі збірної Мексики на першому з цих турнірів здобув золоту нагороду, а в 2007 році — срібну.

## Титули і досягнення

### Командні
- Переможець Золотого кубка КОНКАКАФ: 2003
- Срібний призер Золотого кубка КОНКАКАФ: 2007
- Срібний призер Кубка Америки: 2001
- Чемпіон Мексики (2): 1996 З, 2001 Л
- Віце-чемпіон Мексики (1): 2000 Л

### Індивідуальні
- Футболіст року в Мексиці (1): 2000
- Найкращий бомбардир чемпіонату Мексики (2): 2000 З (17 голів), 2001 Л (13 голів)
- Бомбардир № 3 чемпіонату Мексики: 252 гола.
- Найкращий бомбардир збірної Мексики: 46 голів.
- Найкращий бомбардир «Сантос Лагуни»: 189 голів.

## Статистика

### Статистика клубних виступів
| Сезон   | Команда               | Ліга | Ігор | Голів |
| ------- | --------------------- | ---- | ---- | ----- |
| 1993-94 | «Атлас» (Гвадалахара) | D-1  | 2    | 0     |
| 1994-95 | «Атлас» (Гвадалахара) | D-1  | 29   | 13    |
| 1995-96 | «Атлас» (Гвадалахара) | D-1  | 32   | 8     |
| 1996-97 | «Сантос Лагуна»       | D-1  | 41   | 20    |
| 1997-98 | «Сантос Лагуна»       | D-1  | 28   | 14    |
| 1998-99 | «Сантос Лагуна»       | D-1  | 38   | 19    |
| 1999-00 | «Сантос Лагуна»       | D-1  | 39   | 22    |
| 2000-01 | «Сантос Лагуна»       | D-1  | 33   | 30    |
| 2001-02 | «Сантос Лагуна»       | D-1  | 29   | 22    |
| 2002-03 | «Сантос Лагуна»       | D-1  | 36   | 24    |
| 2003-04 | «Сантос Лагуна»       | D-1  | 33   | 21    |
| 2004-05 | «Дорадос де Сіналоа»  | D-1  | 14   | 8     |
| 2005    | «Пачука»              | D-1  | 15   | 8     |
| 2005-06 | «Болтон Вондерерз»    | D-1  | 19   | 2     |
| 2006    | «Аль-Іттіхад»         | D-1  | 15   | 10    |
| 2007    | «Крус Асуль»          | D-1  | 26   | 7     |
| 2008    | «Монтеррей»           | D-1  | 26   | 10    |
| 2009    | «Гвадалахара»         | D-1  | 7    | 0     |
| 2009-10 | «Монаркас» (Морелія)  | D-1  | 15   | 4     |
| 2010    | «Леон»                | D-2  | 9    | 5     |

## Особисте життя
Борхетті має італійське походження через свого діда, який мігрував з Кунео (П'ємонт) до Сіналоа. Завдяки цьому він зміг отримати італійський паспорт, хоча він заявив, що зробив це виключно для того, щоб грати у футбол в Англії. Це дозволило йому бути гравцем ЄС, а не іноземним гравцем.